# Rob Goossens (journalist)
Rob Arnold Goossens (Eibergen, 29 december 1990) is een Nederlandse journalist. Hij was verbonden aan Veronica Superguide en is regelmatig te zien bij het RTL 4-programma RTL Boulevard.

## Loopbaan
Goossens begon in 2010 als webredacteur bij SpitsNieuws.nl en een jaar later als verslaggever. Zijn focus lag in het verslaan van de Nederlandse politiek. Vanaf 2012 schreef Goossens ook voor websites De Dagelijkse Standaard, 925.nl, DasKapital.nl en voor de kranten Sp!ts en Het Parool. Tevens was hij commentator bij BNR Nieuwsradio, NPO Radio 1 en Nrc.next. Zijn onderwerpen waren politiek, zakelijk en financiën.
In oktober 2015 begon Goossens bij De Telegraaf als zakelijk journalist. Tussen 2018 en 2021 was hij ook mediaverslaggever bij deze krant. In 2022 ging hij aan het werk bij Veronica Superguide.
Daarnaast was Goossens van januari 2019 tot juni 2019 te zien in SBS6-programma 6 Inside. Sinds november 2019 is hij te zien aan de desk van het RTL 4-programma RTL Boulevard.
In 2023 deed Goossens als kandidaat mee aan de Videoland-editie van het televisieprogramma De Verraders en in 2024 aan het televisieprogramma Wat een dag! In datzelfde jaar deed hij ook mee aan het televisieprogramma The Connection. In 2025 was Goossens als panellid te zien in het televisieprogramma Ranking the Stars.